# Baltim
Baltim (en rus: Балтым) és un poble de l'óblast de Sverdlovsk, a Rússia, segons el cens del 2010 tenia 2.837 habitants.